# Silvio Tendler
Silvio Tendler ORB (Rio de Janeiro, 12 de março de 1950) é um professor, cineasta e historiador brasileiro. Irmão do artista plástico Sidnei Tendler. É conhecido como "o cineasta dos vencidos" ou "o cineasta dos sonhos interrompidos" por abordar em seus filmes personalidades como Jango, JK e Carlos Marighella, dentre outros. Produziu e dirigiu mais de 70 filmes entre curtas, médias e longas-metragens em formato documental, além de 12 séries.
Em 1981 fundou a Caliban Produções, produtora direcionada para biografias históricas de cunho social.
É membro fundador da Fundação do Novo Cinema Latino-Americano e o Comitê de Cineastas da América Latina e foi presidente da Federação de Cineclubes do Rio de Janeiro e da Associação Brasileira de Cineastas.
Em 1997 assumiu a Coordenação de Audiovisual para o Brasil e o Mercosul da UNESCO, organismo vinculado às Nações Unidas voltado para a Educação e Cultura, onde permaneceu como consultor nesta área até o ano de 2000. Desde 1979, leciona no Departamento de Comunicação Social da PUC-Rio.

## Biografia

### Início da carreira
Sua carreira teve início, em meados da década de 1960 por meio do Movimento Cineclubista, que ajudou a formar uma geração de cineastas brasileiros em uma época na qual não existiam escolas de cinema no Rio de Janeiro, em uma conjuntura de crescente politização dos movimentos artístico-culturais.
Em 1968, tornou-se presidente da Federação de Cineclubes do Rio de Janeiro. Naquele ano, também atuou como assistente de direção de Paulo Alberto de Barros, que seria posteriormente conhecido como “Artur da Távora” no curta-metragem Fantasia para Ator e TV, produzido por Zelito Viana (Mapa Filmes) e realizou seu primeiro documentário, sobre a Revolta da Chibata, após conhecer o marinheiro João Cândido por intermédio de Ricardo Cravo Albin, então diretor do Museu de Imagem e Som (MIS-RJ), e de Adalberto do Nascimento Cândido, o Candinho.
Entretanto, devido à situação de repressão política vigente na época da ditadura militar brasileira, o filme foi queimado pelo responsável pela guarda dos negativos originais.
Em 1969, iniciou o curso de Direito na Pontifícia Universidade Católica do Rio de Janeiro (PUC-Rio), mas abandonou a faculdade para dedicar-se ao cinema.
Em outubro de 1969, Elmar Soares de Oliveira, um dos integrantes da Federação de Cineclubes, sequestrou um avião comercial brasileiro e levou-o para Havana. Pela suposta ligação com Elmar, Silvio tornou-se réu de um Inquérito Policial Militar, mas com a ajuda do Coronel Aviador Afrânio Aguiar, conseguiu se desvincular das acusações.

### Vida no exterior
Em 1970, entusiasmado com a vitória de Salvador Allende no Chile decidiu mudar-se para aquele país, onde chegou em 10 de novembro, seis dias após a posse do novo presidente. Naquele país trabalhou na Chilefilms, na Editora Nacional Quimantú e realizou um filme sobre a política governamental chilena intitulado La Cultura Popular Vá!.
Em 1972, viajou para a França para dar continuidade a seus estudos em cinema, onde, também desenvolve trabalhos com o grupo “Société pour le Lancement des Oeuvres Nouvelles” (SLON), posteriormente denominado Image, Son, Kinescope et Réalisations Audiovisuelles (ISKRA), ligado à Chris Marker.
Em Paris, conheceu Jean Rouch, por intermédio de Pierre Kast, que lhe incentivou a cursar a Especialização em Cinema Documental aplicado às Ciências Sociais, no Musée Guimet, tendo concluído essa especialização em 1973.
Em 1973, retornou ao Chile de férias, pouco tempo antes do Golpe de Estado de setembro. Quando retornou à França, passou a integrar um Coletivo formado por Chris Marker, Armand Mattelart e Jacqueline Meppiel, que, com o apoio de Valérie Mayoux, François Perier, Jean-Michel Folon, Jean-Claude Bloy e Pierre Flemónt, realizou o filme La Spirale, produzido pela Reganne Films, de Jacques Perrin, sobre os eventos que ocorreram no Chile, desde de a eleição de Salvador Allende, até o golpe militar.
Em 1975, formou-se em História, pela Universidade Paris VII, nessa época também participou do seminário "L’ Histoire pour quoi faire", organizado pelo Departamento de História daquela Universidade, que contou com a presença de intelectuais como Jean Chesneaux e Pierre Vidal-Naquet, e participou da primeira turma do Curso de Cinema e História orientada por Marc Ferro.
Em 1976, obteve Mestrado em Cinema e História pela École des Hautes-Études/Paris VII – Sorbonne, tendo elaborado uma tese sobre Joris Ivens.

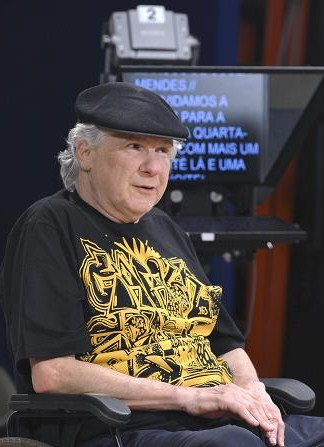
Sílvio Tendler (2013)

### De volta ao Brasil
Em 1976, retornou ao Brasil e deu início à realização de seu primeiro longa-metragem, Os Anos JK - Uma Trajetória Política, produzido pela Terra Filmes, de Hélio Ferraz, concluído em 1980.
Em 1977, ministrou o curso pioneiro de Cinema e História na PUC-Rio. Em 1979, passou a integrar o corpo docente do Departamento de Comunicação Social daquela universidade onde leciona por muitos anos.
Em 1981, foi convidado por Paulo Aragão Neto para dirigir o filme O Mundo Mágico dos Trapalhões, realizado pela Renato Aragão Produções.
Seus filmes Jango e Anos JK, apesar de falarem sobre o golpe militar de 1964 e a democracia, foram lançados ainda durante a ditadura militar, em 1984 e 1980 (já no período da abertura política e após a anistia, no governo de João Figueiredo), respectivamente. A partir de então, continuou produzindo uma série de documentários que conquistaram diversos prêmios de público e crítica, divulgando a cultura e a história brasileira para o resto do mundo.
Em 1984, recebeu a Medalha Pedro Ernesto do município do Rio de Janeiro.
Em 1986, contribuiu com a Fundação do Novo Cinema Latino-Americano, com o Festival Internacional do Cinema Novo Latinoamericano e com o Comitê de Cineastas da América Latina.
Em 1988, dirigiu a Fundação Rio. Em 1993, dirigiu o Centro Cultural Oduvaldo Vianna Filho (Castelinho do Flamengo), instituição vinculada à Secretaria Municipal de Cultura da Prefeitura do Rio de Janeiro (RIO ARTE) e a TV Brasília, dos Diários Associados.
Entre 1995 e 1996, foi Secretário de Cultura e Esporte do Distrito Federal, na época do governo de Cristovam Buarque.
Em 1997, assumiu a Coordenação de Audiovisual para o Brasil e o Mercado Comum do Sul da UNESCO.
Em 2003, recebeu a Medalha Juscelino Kubitschek do Ministério da Cultura, por ocasião do centenário de nascimento de Juscelino Kubitschek. Naquele ano, também foi homenageado pelo Governo do Estado do Rio de Janeiro com inauguração da Sala de Cinema Silvio Tendler em São João de Meriti.
Em 2005, recebeu o Prêmio Salvador Allende no Festival de Trieste (Itália), pelo conjunto da obra.
Em 2006, foi condecorado pelo então presidente Luiz Inácio Lula da Silva à Ordem de Rio Branco no grau de Oficial suplementar por mérito cinematográfico.
Em 2008, foi homenageado no X Festival de Cinema Brasileiro em Paris, com uma retrospectiva de seus filmes. Também naquele ano, foi condecorado com a Medalha Tiradentes pela Assembleia Legislativa do Estado do Rio de Janeiro, por relevantes serviços prestados à causa pública do Estado.
Em 2009 lançou Utopia e Barbárie, filme que demorou 19 anos para ser concluído e que foi filmado em 15 países, tendo sido considerado pelo jornalista Mauro Santayana como uma obra-prima. "Sua visão pessoal do que foram o mundo e o Brasil neste período é antológica, para dizer o mínimo, e representa o clímax de uma carreira."
Também em 2009, foi homenageado no VIII Festival Santa Maria Vídeo e Cinema e recebeu o Diploma de Honra ao Mérito da PUC-Rio.
De 2011 a 2014, lançou três médias compondo a Trilogia da Terra, que alertam sobre os riscos dos agrotóxicos na alimentação e defendem "um Projeto de Desenvolvimento Rural Sustentável e Solidário, baseado no fortalecimento da agricultura familiar e na democratização do acesso à terra através da reforma agrária".
Em 2011, foi homenageado com uma Mostra de Cinema "O Documentário Segundo Silvio Tendler" realizada pela IBRACINE – Ibero Brasil Cine Festival.
Também 2011, Tendler sofreu uma grave doença que o deixou tetraplégico. Após uma delicada operação na medula, ele foi aos poucos recuperando os movimentos e a vontade de   fazer novos filmes. O documentário A Arte do Renascimento, de Noilton Nunes,  registra esse momento da vida do cineasta.
Em 2012, recebeu o Prêmio Parceiros da Paz e da Sustentabilidade, concedido pela Agência Brasil Sustentável e foi homenageado no Festival do Audiovisual Luso Afro Brasileiro (FestFilmes).
Em 2013, foi homenageado pela COPPE-UFRJ e no Festival Internacional de Biografias, recebeu o Título de Cidadão de Niterói, concedido pela Câmara Municipal de Niterói e a Medalha Chico Mendes de Resistência, concedida pela Associação Brasileira de Imprensa.
Em 2014, recebeu o Troféu Fundação Memorial da América Latina, durante o IX Festival de Cinema Latino Americano de São Paulo.
Em 2015, recebeu o "Prêmio Noticiário ICAIC" da Associação Cultural Santiago Álvarez.
Em 2016, no Colégio Cataguases, foi homenageado com a inauguração de um cineclube em seu nome, Cineclube Sílvio Tendler. A iniciativa foi fruto de uma parceria entre o Projeto Escola Animada, do Polo Audiovisual Zona da Mata, e o IF Sudeste MG que funciona nas dependências desta escola.
Grande parte da obra de Tendler pode ser conferida gratuitamente em seu próprio canal no Youtube, Caliban Cinema e Conteúdo.

## Filmografia

### Longa-metragens
- La Spirale (1975) - como assistente de direção de Chris Marker -  sobre os eventos que ocorreram no Chile, desde de a eleição de Salvador Allende, até o Golpe Militar.[1]
- Os Anos JK - Uma Trajetória Política (1980)[5][12]
  - Festival de Gramado (1980): Prêmio Especial do Júri, Melhor Montagem
  - Troféu Margarida de Prata – C.N.B.B. (1980)
  - Melhor Montagem – Associação Paulista dos Críticos de Arte (1981)
  - Prêmio São Saruê – F.C.C.R.J. (1981)
  - Prêmio de Qualidade – Concine (1980)
  - Bilheteria: 800 mil espectadores
- O Mundo Mágico dos Trapalhões (1981)[12]
  - Bilheteria: 1 milhão e 800 mil espectadores
- Jango (1984)[12][13][14]
  - Troféu Margarida de Prata – C.N.B.B. (1984)
  - Prêmio Especial do Júri, melhor filme do Júri Popular e melhor trilha sonora do Festival de Gramado (1984)
  - Prêmio Especial do Júri, Festival de Havana (1984)
  - Festival Internacional Del Nuevo Cine Latinoamericano de Cuba (1984). Prêmio especial do júri.
  - Bilheteria: 1 milhão de espectadores
- Castro Alves - Retrato Falado do Poeta (1999)[12]
  - Troféu Margarida de Prata – C.N.B.B. (1999)
- Milton Santos - Pensador do Brasil (2001).[15]
- Glauber o Filme, Labirinto do Brasil (2003)[12][16]
  - Seleção Oficial do Festival de Cannes (2004). "Hor concours"
  - Festival de Cinema de Brasília (2003): melhor filme pelo júri popular, prêmio da crítica e dos pesquisadores.
  - Festival de Cinema do Rio (2003)
  - Jornada do Cinema em Salvador (2003)
  - Festival de cinema e Vídeo de Cuiabá (2004): melhor produção, melhor roteiro.
  - Festival Tiradentes (2004)
  - Exibição na Mostra do Cinema Brasileiro na América Latina, Festival de Trieste na Itália e Mostra do Amanhã em Roma e Padova, na Itália, Festival Internacional del Nuevo Cine Latinoamericano.
- Encontro com Milton Santos ou O Mundo Global Visto do Lado de Cá (2006).[12][17][18]
  - Festival de Cinema de Brasília (2006). Melhor filme pelo júri popular.
  - FestCine Goiânia 2007: Melhor roteiro e melhor montagem.
  - Cine'Eco 2007 - Festival Internacional de Cinema e Vídeo de Ambiente: Melhor filme.
  - Festival Internacional de Documentários Santiago Álvarez in Memoriam (Cuba, 2008): Melhor filme.
- Utopia e Barbárie (2009).[12][19][20][21][22][23]
- Tancredo, a Travessia (2011), mostra a trajetória de Tancredo Neves (1910-1985) e compõe trilogia com os já lançados Anos JK (1980) e Jango (1984).[24][25][26]
- Os Advogados contra a Ditadura (2014) - série em cinco episódios de 52 minutos.[27][28][29]
- Militares da Democracia (2014) - versão longa-metragem.[30][31][32]

### Média-metragens
- Rondônia – Viagem à Terra Prometida (1986)[33]
- Memória do Aço (1987) - História da formação da indústria siderúrgica no Brasil, desde a instalação da primeira fábrica de ferro até o ano de 1986.[34]
- Aprender, Ensinar e Transformar (1988) - Sobre um Projeto de Educação Básica desenvolvido na Baixada Fluminense que utiliza o método Paulo Freire.[35]
- Caçadores da Alma (1988)[36][37][38][39]
- Chega de Saudade (1988)
- Josué de Castro – Cidadão do Mundo (1994).[12][40][41][42][43]
  - Troféu Margarida de Prata – C.N.B.B. (1994)
  - Menção Especial do Riocine Festival (1994)
- Conceição das Crioulas: Vestígios de Quilombo (1996)[44]
- Envira (institucional - 1997) - sobre o Programa de Alfabetização realizado pela Comunidade Solidária do Governo Federal e adotado pela UNESCO, na cidade de Envira no Amazonas.[1]
- Marighella - Retrato Falado do Guerrilheiro (2001)[45][46]
- JK – O Menino que Sonhou um País (2002).[47][48]
- Oswaldo Cruz – O Médico do Brasil (2003).[49]
- Paulo Carneiro – Espelho da Memória (2003).[50]
- Milton Santos – Por Uma Outra Globalização (2004).[51]
  - Jornada Internacional de Cinema da Bahia (2003). Troféu especial Mário Cravo Neto
  - Festival de Cinema, vídeo e Dcine de Curitiba (2006). Melhor vídeo média metragem
- Carta a Zelito Viana - ao Mestre com Carinho.[52]
- Memória e História em Utopia e Barbárie (2005)[19][20]
  - Margarida de Prata – CNBB (2005)
  - Jornada Internacional de Cinema da Bahia (2005): Prêmio especial do júri
  - Público: 30.000
- O Veneno Está na Mesa (2011), primeiro filme da Trilogia da Terra.
- O Veneno Está na Mesa II (2014), segundo filme da Trilogia da Terra.[53][54][55][56][57][58]
- Agricultura Tamanho Família (2014), terceiro filme da Trilogia da Terra.[59][60]
- Privatizações: a Distopia do Capital (2014).[61][62][63][64][65]

### Curta-metragens
- 50 Anos da Vale do Rio Doce e Nossas crenças (1992) (vídeos Institucionais sobre a Companhia Vale do Rio Doce).[1][66]
- Envira (1997)
- Antonieta (1997)  - sobre a professora de dança Maria Antonieta Guayacurus de Souza.[67]
- Cidade Cidadã (1998) - vídeo institucional sobre o programa Favela-Bairro (PROAP) da Prefeitura Municipal do Rio de Janeiro.[68]
- Bósnia (2000) - sobre a Guerra Civil da Bósnia.[69]
- Dr. Getúlio – Últimos Momentos (Didático - 2000) - sobre a crise política que resultou no suicídio de Getúlio Vargas em agosto de 1954.[70][71]
- Rio Republicano (Didático - 2000).[72]
- Abrindo Espaços (Institucional) (2002) - Vídeo institucional sobre um programa apoiado pela UNESCO que mantém as escolas abertas abertas nos finais de semana para atividades culturais e desportivas.[73][74]
- Fragmentos do Exílio (2003) - sobre pessoas que foram obrigados ao exílio durante as ditaduras militares na América Latina[75]
- As Redes que a Unesco Tece (2004).[76]
- O Olhar de Castro Maya (2004) - a partir de imagens originalmente produzidas por Raymundo Ottoni de Castro Maia entre as décadas de 1930 e 1950.[77]
- Correndo Atrás dos Sonhos - (Institucional) (2004) - sobre Projeto Tempo Livre, desenvolvido pelo Serviço Social do Comércio (SESC) no estado do Rio de Janeiro que apoiou diversas atividades culturais no interior do Estado.[78]
- Há muitas noites na noite - Poema Sujo Ferreira Gullar (2010)[79][80][81][82]
- Matzeiva Juliano Mer-Khamis (2011), uma homenagem a Juliano Mer-Khamis, ator israelense e pacifista que lutava por direitos iguais para palestinos e judeus, que foi assassinado em 4 de abril de 2011.[83]
- Giáp, Memórias Centenárias da Resistência (2011), homenagem ao centenário do general Võ Nguyên Giáp.[84][85]
- J. Carlos - O Cronista do Rio (2013) - em parceria com Norma Bengell - J. Carlos, chargista, ilustrador e designer considerado um dos maiores representantes do estilo art déco no design gráfico brasileiro.[86]
- O Brasil na Terra do Misha (2013) - narra a participação da seleção olímpica brasileira nas Olimpíadas de 1980. 26min. HD. Exibida ESPN.[87][88][89]
- Sujeito Oculto: na Rota do Grande Sertão (2013) - refaz a trajetória que Guimarães Rosa fez para escrever o romance Grande Sertão: Veredas.[90][91][92]
- Parir é natural (2015).[93]
- Haroldo Costa – O Nosso Orfeu.[94]

### Seriados
- Anos Rebeldes (1992)[12]
  - Minissérie da TV Globo
- Cinco Vídeos para a Mostra Saudades do Brasil A Era JK (1992)
- Pílulas Históricas (2002), três episódios de 26 min.:  "O Brasil de JK"; "Reforma, Revolução e Contra-revolução" e "Os Anos de Chumbo e a Redemocratização";[95]
- Memória do Movimento Estudantil, dois episódios de 50 min.: "Ou ficar a pátria livre ou morrer pelo Brasil" e "O afeto que se encerra em nosso peito juvenil" (2007).[96][97][98][99]
- Era das Utopias (2009)
- Preto no Branco — A Censura Antes da Imprensa (2009) - com dois episódios de pouco menos de 30 min (A Censura antes da Imprensa (26’25”) e O ofício das Palavras (29’32”)) - Destaca que Portugal foi um dos últimos países europeus a permitir a impressão de livros e que essa atividade não era permitida no Brasil, diferentemente do que ocorria nas colônias espanholas. Também conta a história de Hipólito da Costa, pioneiro da imprensa brasileira.[100]
- Caçadores da Alma (2012) - minissérie para televisão em 13 episódios de 26 minutos cada sobre fotografia.[36][37][38][39]
- Há muitas noites na noite - Poema Sujo Ferreira Gullar (2015).[79][80][81][82]

## Homenagem
Criado em 2007, o Concurso Silvio Tendler de Vídeos sobre Responsabilidade Social das IES é uma iniciativa do setor do ensino superior brasileiro e homenageia o cineasta em virtude da sua valiosa colaboração para o cinema brasileiro. A ação faz parte da Campanha da Responsabilidade Social do Ensino Superior Particular, promovida anualmente pela Associação Brasileira de Mantenedoras de Ensino Superior (ABMES). Podem concorrer vídeos produzidos em quatro categorias: documentário, cobertura jornalística, vídeo institucional e videoclipe.